# Watch Hill Castle

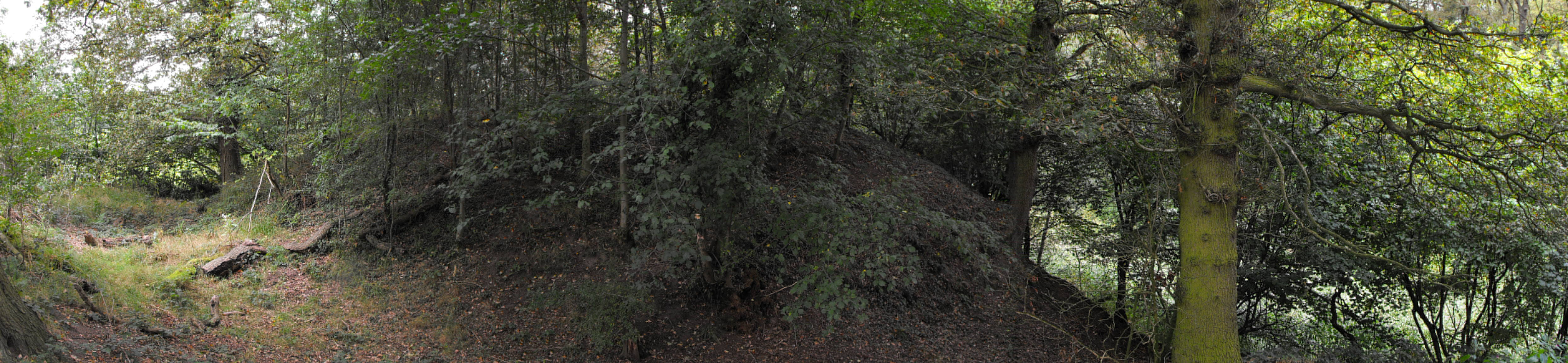
Baumgruppe am Watch Hill Castle, 2009

Watch Hill Castle, auch Yarwood Castle, Castle Hill oder Bowdon Watch genannt, ist eine Burgruine an der Grenze der Gemeinden Bowdon und Dunham Massey in der englischen Verwaltungseinheit Greater Manchester. Die frühmittelalterliche Motte gilt heute als Scheduled Monument. Als einziges Scheduled Monument in Trafford ist sie zweifellos die wichtigste archäologische Ausgrabungsstätte in diesem Gebiet. Die Motte liegt nördlich des River Bollin und südlich eines tiefen Hohlweges.

## Geschichte
In der Ausgrabungsstätte fanden sich keine Beweise für eine exakte Datierung des Baus dieser Burg, aber ihre Form als hölzerne Motte legt eine Bauzeit zwischen der normannischen Eroberung Englands 1066 und dem 13. Jahrhundert nahe. Das Fehlen jeglicher dokumentarischer Beweise über die Burg ist wohl der Kurzlebigkeit der Holzkonstruktion geschuldet. Motten waren schnell zu errichten, aber nicht notwendigerweise lange in Gebrauch. Eine Münze aus der Regierungszeit Heinrichs II. (1154–1189) könnte ein Hinweis darauf sein, dass die Burg zu dieser Zeit gebaut wurde. Die Burg gehörte vermutlich Hamon de Massey, der in die Rebellion der Barone gegen König Heinrich II. im Jahre 1173 verwickelt war. Im Laufe des 13. Jahrhunderts wurde Watch Hill Castle aufgegeben.

## Layout
Heute ist von der Motte nur ein Mound mit 40 Meter Durchmesser an der Basis und 17 Meter Durchmesser oben sowie einer Höhe von 6 Metern erhalten. Der Mound ist von einem 5 Meter breiten und 3 Meter tiefen Graben umgeben. Der Burghof war dreieckig, hatte eine Grundfläche von etwa 2400 m² und lag östlich des Mounds. Er war mit einem Erdwall und darauf einer hölzernen Palisade eingefasst. Ein Teil des Walls ist heute noch an einigen Stellen bis zu 0,3 Meter hoch. Die Nordseite des Burghofes war doppelt geschützt, da zusätzlich zum Erdwall ein steiler Hang da war, und die Südseite war durch den Fluss geschützt.